# Leiocarpa
 Leiocarpa  Paul G.Wilson, 2001 è un genere di piante angiosperme dicotiledoni della famiglia delle Asteraceae (sottofamiglia Asteroideae, tribù Gnaphalieae e sottotribù Gnaphaliinae).

## Etimologia
Il nome del genere deriva da due parole greche "leios" (= liscio) e "kaspos" (= frutto), quindi "frutto liscio".
Il nome scientifico del genere è stato definito dal botanico Paul Graham Wilson (1928-) nella pubblicazione " Nuytsia; Bulletin of the Western Australian Herbarium. South Perth, W.A." ( Nuytsia 13(3): 597) del 2001.

## Descrizione

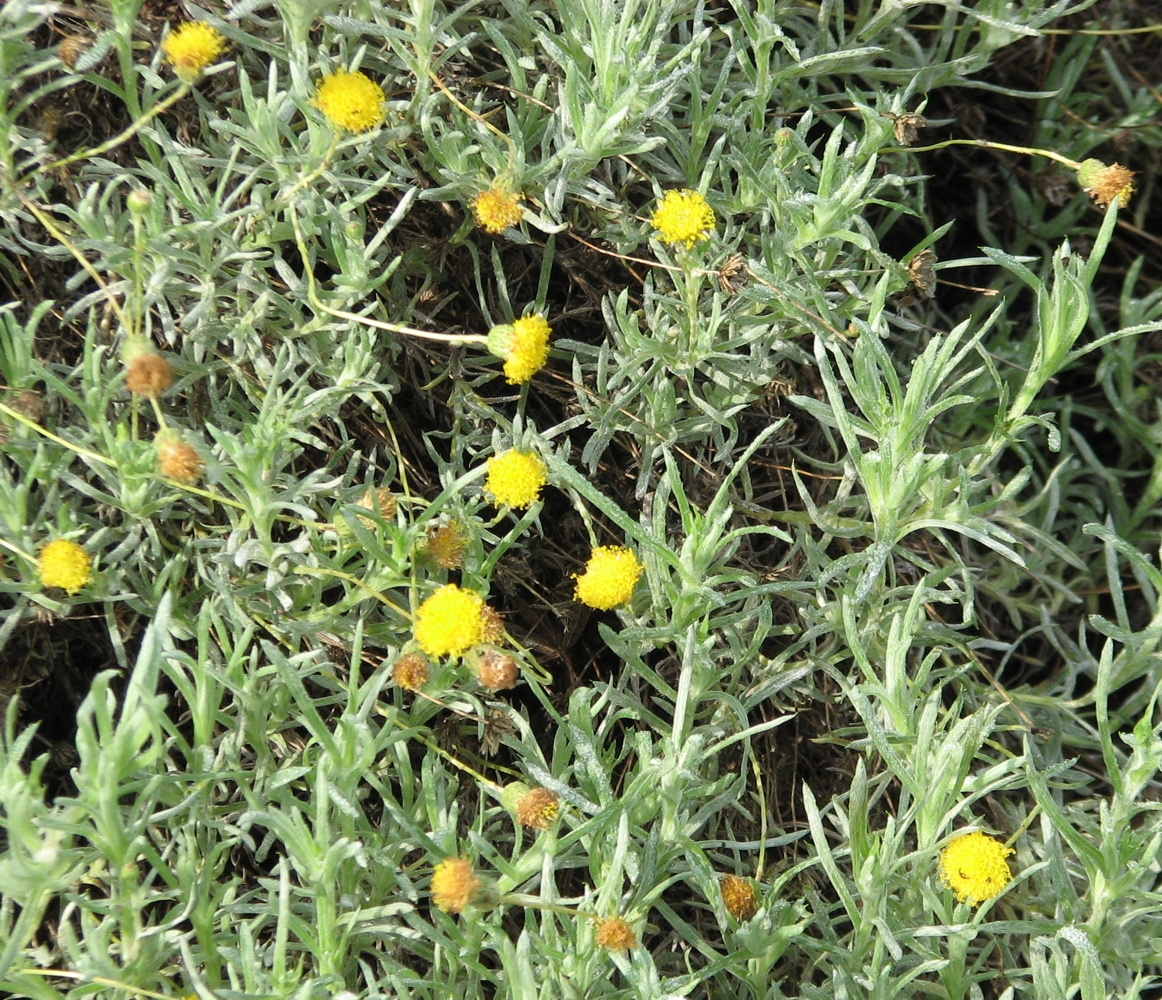
Il portamento
Leiocarpa panaetioides

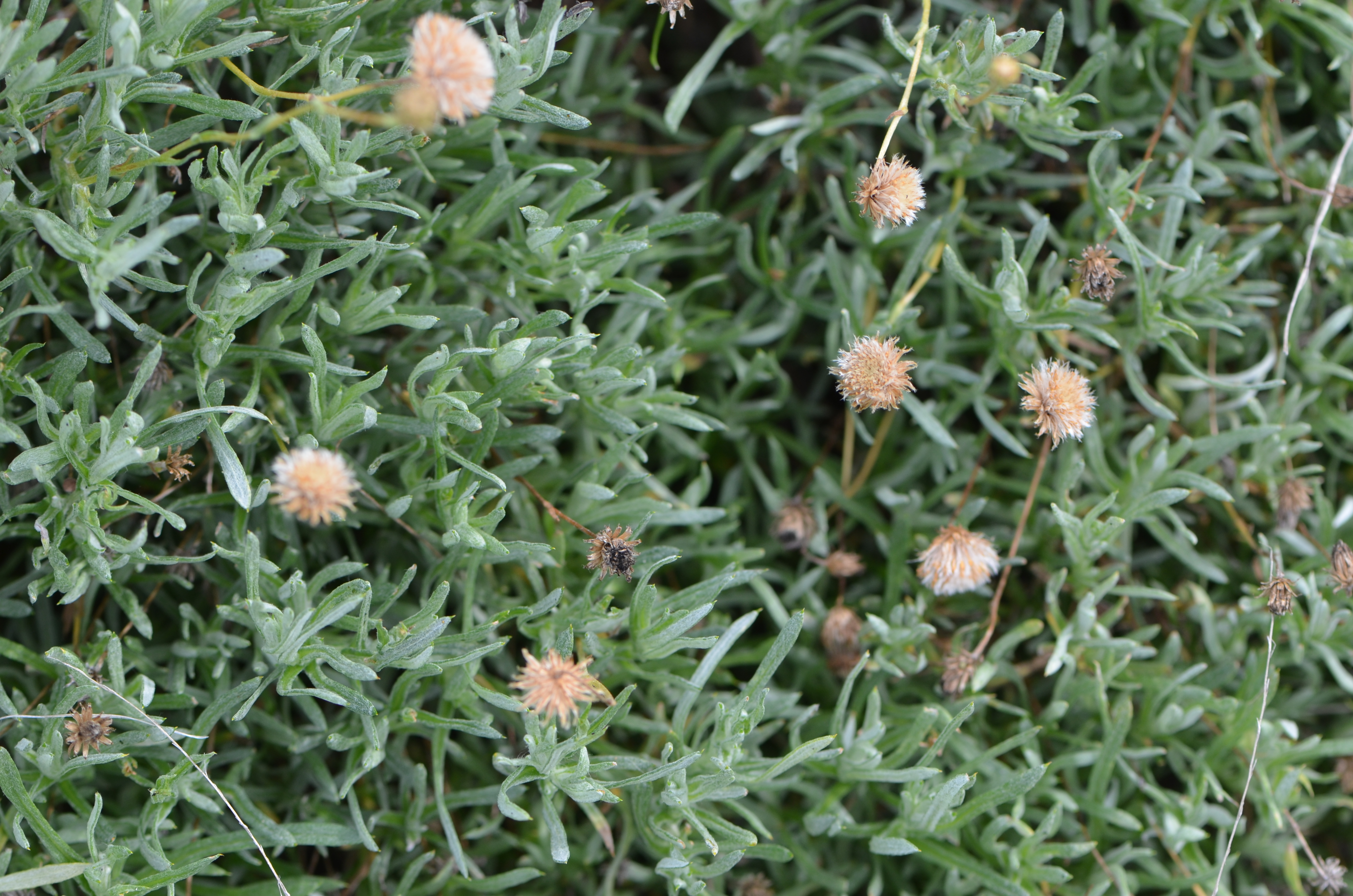
Le foglie
Leiocarpa panaetioides

Portamento. Le specie di questo gruppo hanno un habitus di tipo erbaceo perenne. I cauli di queste piante sono provvisti del floema, ma non di canali resiniferi; mentre i sesquiterpeni lattoni sono normalmente assenti (piante senza lattice).
Fusto. La parte aerea in genere è eretta, semplice o ramosa. La superficie facilmente è lanosa.
Foglie. Le foglie in sono disposte in modo alternato e sono quasi sempre sessili. La lamina è intera con forme generalmente strette da lineari a oblunghe; i margini sono continui a volte revoluti. La superficie è tomentosa o lanosa su entrambe le superfici.
Infiorescenza. Le sinflorescenze sono composte da capolini solitari. Le infiorescenze vere e proprie sono formate da un capolino terminale di tipo disciforme (con fiori eterogami). I capolini sono formati da un involucro, con forme da emisferiche a turbinate, composto da diverse brattee, al cui interno un ricettacolo fa da base ai fiori. Le brattee, da intere a dentate (le forme variano da lineari a lineari-acuminate), lacerate o ciliate in modo lanoso, a consistenza erbacea/cartilaginea, sono disposte in modo più o meno embricato su più serie e possono essere connate alla base (strati di stereoma indiviso);  talora possono avere un margine ialino. Il ricettacolo è senza pagliette a protezione della base dei fiori; la forma varia da piatta a conica.
Fiori.  I fiori sono tetra-ciclici (formati cioè da 4 verticilli: calice – corolla – androceo – gineceo) e pentameri (calice e corolla formati da 5 elementi). Sono inoltre tubulosi, attinomorfi e si distinguono in:
- fiori del disco esterni: sono femminili e filiformi;
- fiori del disco centrali: sono ermafroditi; la forma è tubulare con un tubo snello alla base e campanulato sopra (eccede poco dalle brattee dell'involucro).

In questo gruppo di piante i fiori radiati (ligulati o del raggio) sono assenti; a volte sono confusi con i fiori femminili (tubulosi) del disco esterno più o meno sub-zigomorfi con un lembo piatto e possono essere interpretati come fiori del raggio.
- Formula fiorale:

*/x K {\displaystyle \infty }, [C (5), A (5)], G 2 (infero), achenio
- Calice: i sepali del calice sono ridotti ad una coroncina di squame.
- Corolla: la forma della corolla normalmente è tubolare con 5 lobi (raramente 3 o 4 soprattutto nei fiori femminili); i lobi hanno una forma deltata o più o meno lanceolata. I colori della corolla sono giallo e varietà.
- Androceo: l'androceo è formato da 5 stami sorretti da filamenti generalmente liberi; gli stami sono connati e formano un manicotto circondante lo stilo; le teche (produttrici del polline) sono prive di sperone, ma hanno la coda (una sola); le appendici apicali delle antere hanno delle forme diritte ed allungate; il tessuto endoteciale (rivestimento interno dell'antera) è quasi sempre polarizzato (con due superfici distinte: una verso l'esterno e una verso l'interno). Il polline è di tipo echinato (con punte sporgenti) a forma sferica è formato inoltre da due strati di ectesine, mentre lo strato basale è spesso e regolarmente perforato (tipo “gnafaloide”).[7]
- Gineceo: l'ovario è infero uniloculare formato da 2 carpelli. Lo stilo (il recettore del polline) è intero o biforcato con due stigmi nella parte apicale. Gli stigmi hanno una forma variabile da troncata a arrotondata; possono essere ricoperti da minute papille o avere dei penicilli apicali. Le superfici stigmatiche sono separate.[7]

Frutti. I frutti sono degli acheni con pappo. Gli acheni sono piccoli a forma variabile da affusolata a compressa con 2 - 4 coste longitudinali e privi di becco; il pericarpo è cartilagineo e striato; la superficie è glabra e liscia; il pericarpo può essere percorso longitudinalmente da alcuni fasci vascolari. Il pappo è formato da setole da lineari a filiformi e barbate ed è persistente.

## Biologia
Impollinazione: tramite insetti (impollinazione entomogama tramite farfalle diurne e notturne).

Riproduzione: la fecondazione avviene fondamentalmente tramite l'impollinazione dei fiori.

Dispersione: i semi cadono a terra e vengono dispersi soprattutto da insetti come formiche (disseminazione mirmecoria). Un altro tipo di dispersione è zoocoria: gli uncini delle brattee dell'involucro (se presenti) si agganciano ai peli degli animali di passaggio che portano così i semi anche su lunghe distanze. Inoltre per merito del pappo il vento può trasportare i semi anche per alcuni chilometri (disseminazione anemocora).

## Distribuzione e habitat
Le specie di questo genere sono distribuite in Australia.

## Tassonomia
La famiglia di appartenenza di questa voce (Asteraceae o Compositae, nomen conservandum) probabilmente originaria del Sud America, è la più numerosa del mondo vegetale, comprende oltre 23.000 specie distribuite su 1.535 generi, oppure 22.750 specie e 1.530 generi secondo altre fonti (una delle checklist più aggiornata elenca fino a 1.679 generi). La famiglia attualmente (2021) è divisa in 16 sottofamiglie; la sottofamiglia Asteroideae è una di queste e rappresenta l'evoluzione più recente di tutta la famiglia.

### Filogenesi
Il genere di questa voce è descritto nella tribù Gnaphalieae, una delle 21 tribù della sottofamiglia Asteroideae. Da un punto di vista filogenetico, la tribù Gnaphalieae fa parte del supergruppo (o sottofamiglia) "Asteroideae grade"; l'altro è il supergruppo "Non-Asteroideae" contenente il resto delle sottofamiglie delle Asteraceae. All'interno del supergruppo è vicina alle tribù Senecioneae, Calenduleae, Astereae e Anthemideae.
La sottotribù Gnaphaliinae è caratterizzata da portamenti di vario tipo con specie ginomonoiche e monoiche, da foglie con margini interi, da capolini disciformi omogami o eterogami e raramente radiati (o subradiati), dallo stilo con rami troncati e superfici stigmatiche separate apicalmente, da acheni glabri o con tricomi allungati e pappo ridotto.
Il genere  Leiocarpa appartiene al gruppo Australasian clade, un gruppo informale monofiletico della sottotribù Gnaphaliinae diviso in quattro sottocladi: Angianthus (specie effimere dell'Australia occidentale), Waitzia (specie perenni dell'Australia orientale), Cassinia (specie con portamento arbustivo) e Euchiton (specie perenni simili a piante lanose e alpine). Il genere di questa voce appartiene al clade Waitzia che insieme al clade Angianthus forma un "gruppo fratello"; entrambi si trovano in posizione del "core" dell'Australasian clade, ossia sono gli ultimi cladi ad essersi evoluti. Il genere Leiocarpa non è monofiletico e dalle analisi di tipo cladistico risulta collegato sia al genere Coronidium Paul G.Wilson che ad un altro gruppo di generi..
I caratteri distintivi del genere  Leiocarpa sono:
- le antere sono diritte e allungate;
- gli acheni hanno la superficie glabra e liscia.

Il numero cromosomico delle specie di questo genere è: 2n = 20.

### Elenco delle specie
Questo genere ha 10 specie:
- Leiocarpa brevicompta (F.Muell.) Paul G.Wilson
- Leiocarpa gatesii  (H.B.Will.) Paul G.Wilson
- Leiocarpa leptolepis  (DC.) Paul G.Wilson
- Leiocarpa panaetioides  (DC.) Paul G.Wilson
- Leiocarpa pluriseta  (Haegi) Paul G.Wilson
- Leiocarpa semicalva  (F.Muell.) Paul G.Wilson
- Leiocarpa serpens  (J.Everett) Paul G.Wilson
- Leiocarpa supina  (F.Muell.) Paul G.Wilson
- Leiocarpa tomentosa  (Sond. & F.Muell.) Paul G.Wilson
- Leiocarpa websteri  (S.Moore) Paul G.Wilson